# Грушка (Карачаево-Черкесия)
Грушка́ (абаз. Грушка, кабард.-черк. Грушкэ) — хутор в Адыге-Хабльском районе Карачаево-Черкесской Республики. 
Административный центр муниципального образования «Грушкинское сельское поселение».

## География
Хутор расположен в юго-западной части западной зоны Адыге-Хабльского района, на левом берегу реки Малый Щеблонок. Находится в 40 км (по дороге) к западу от районного центра — Адыге-Хабль и в 57 км к северо-западу от города Черкесск.
Граничит с землями населённых пунктов: Абаза-Хабль на западе, Мало-Абазинск на севере и Тапанта на юго-востоке.
Населённый пункт расположен в предгорной лесостепной зоне республики. Рельеф местности представляет собой в основном холмистую местность с волнистыми равнинами. Средние высоты на территории хутора составляют 607 метра над уровнем моря.
Почвенный покров отличается исключительным разнообразием. Развиты черноземы предкавказские и предгорные. В пойме рек пойменные луговые почвы.
Гидрографическая сеть в основном представлена рекой Малый Щеблонок.
Климат умеренно-тёплый. Среднегодовая температура воздуха положительная и составляет около +9°С. Средняя температура июля +20°С, средняя температура января –3°С. Максимальная температура может достигать +40°С, минимальная может опускаться до -30°С. Продолжительность вегетационного периода 210 дней. Среднегодовое количество осадков составляет около 700 мм в год. Основная их часть приходится на период с мая по июль. Зимой и весной часто господствуют восточные и северо-восточные ветры, которые достигают скорости 20-30 м/с.

## История
Хутор основан в 1896 году переселенцами из центральных губерний Российской империи, и первоначально назывался Лесозагубовским.
После Октябрьской революции хутор Лесозагубовский был переименован в Грушку.
В 1926 году хутор избран центром созданного одноимённого сельсовета, куда были также включены близлежащие аулы — Абаза-Хабль, Мало-Абазинск и Тапанта.
В годы Великой Отечественной войны хутор сильно пострадал, после чего большая часть населения покинуло населённый пункт.

## Население
| 2002 | 2010 | 2021 |
| ---- | ---- | ---- |
| 243  | ↗293 | ↗298 |

Национальный состав
По данным Всероссийской переписи населения 2010 года:
| Народ   | Численность, чел. | Доля от всего населения, % |
| ------- | ----------------- | -------------------------- |
| абазины | 181               | 61,8 %                     |
| русские | 83                | 28,3 %                     |
| черкесы | 8                 | 2,7 %                      |
| другие  | 21                | 7,2 %                      |
| всего   | 293               | 100 %                      |

По данным Всероссийской переписи населения 2021 года:
| Народ               | Численность, чел. | Доля от всего населения, % |
| ------------------- | ----------------- | -------------------------- |
| абазины             | 268               | 89,93 %                    |
| русские             | 17                | 5,70 %                     |
| абхазы              | 6                 | 2,01 %                     |
| другие / не указано | 7                 | 2,35 %                     |
| всего               | 298               | 100,0 %                    |

## Инфраструктура
- Средняя общеобразовательная школа № 1 — ул. Гагарина, 74.
- Участковая больница — ул. Гагарина, 46.
- Сельский Дом Культуры — ул. Гагарина, 7.

## Улицы
Через хутор тянется всего одна улица — Гагарина.